# West Melbourne
West Melbourne es una ciudad ubicada en el condado de Brevard en el estado estadounidense de Florida. En el Censo de 2010 tenía una población de 18.355 habitantes y una densidad poblacional de 693,37 personas por km².

## Geografía
West Melbourne se encuentra ubicada en las coordenadas 28°3′15″N 80°39′41″O / 28.05417, -80.66139. Según la Oficina del Censo de los Estados Unidos, West Melbourne tiene una superficie total de 26.47 km², de la cual 26.42 km² corresponden a tierra firme y (0.21%) 0.05 km² es agua.

## Demografía
Según el censo de 2010, había 18.355 personas residiendo en West Melbourne. La densidad de población era de 693,37 hab./km². De los 18.355 habitantes, West Melbourne estaba compuesto por el 85.49% blancos, el 4.92% eran afroamericanos, el 0.26% eran amerindios, el 4.99% eran asiáticos, el 0.02% eran isleños del Pacífico, el 1.55% eran de otras razas y el 2.79% pertenecían a dos o más razas. Del total de la población el 9.01% eran hispanos o latinos de cualquier raza.